# Antonín Bartoš (keramik)
Antonín Bartoš (27. října 1933 Hostětín – 16. ledna 2021) byl český keramik.

## Osobní život
Narodil se v Hostětíně. Vyučil se malířství porcelánu v Duchcově. V letech 1951 až 1952 studoval na Průmyslové škole keramické ve Znojmě a od roku 1952 až 1956 na Střední průmyslové škole v Bechyni. V roce 1956 až 1962 studoval v ateliéru keramiky a porcelánu pod vedením Otto Eckerta na Vysoké škole uměleckoprůmyslové v Praze, kde také absolvoval sochařskou kresbu u Jana Baucha.

## Dílo
Od 60. let tvoří keramické mozaiky a plastiky, které jsou instalované jak ve veřejném prostoru, tak uvnitř budov. Účastnil se řady samostatných či společných výstav doma a v zahraničí. Tvořil a vystavoval společně se svou manželkou Lisbeth. Jeho díla jsou zastoupena ve sbírkách Uměleckoprůmyslového muzea v Praze a Mezinárodního muzea keramiky v Bechyni.

### Ocenění
Je držitelem několika ocenění z mezinárodních výstav a sympozií (stříbrná medaile – Výstava mezinárodního keramického umění, Washington, USA – 1965; zlatá medaile AIC – Istanbul 1967, zlatá medaile – Faenza 1971, stříbrná medaile – Vallauris 1972, Honorary Awards – Gdaňsk 1973, stříbrná plaketa – Faenza 1982.

## Galerie

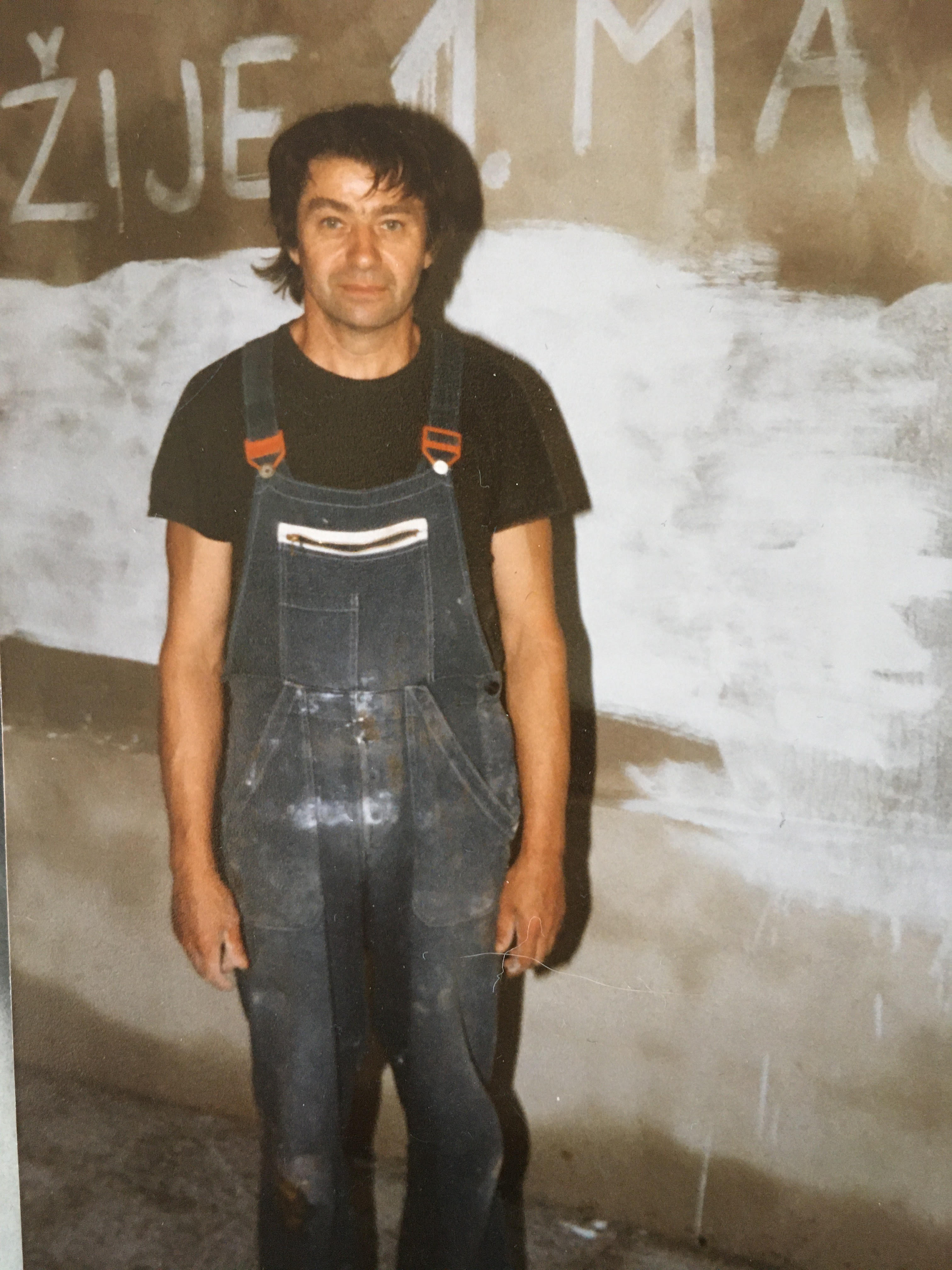
Antonín Bartoš
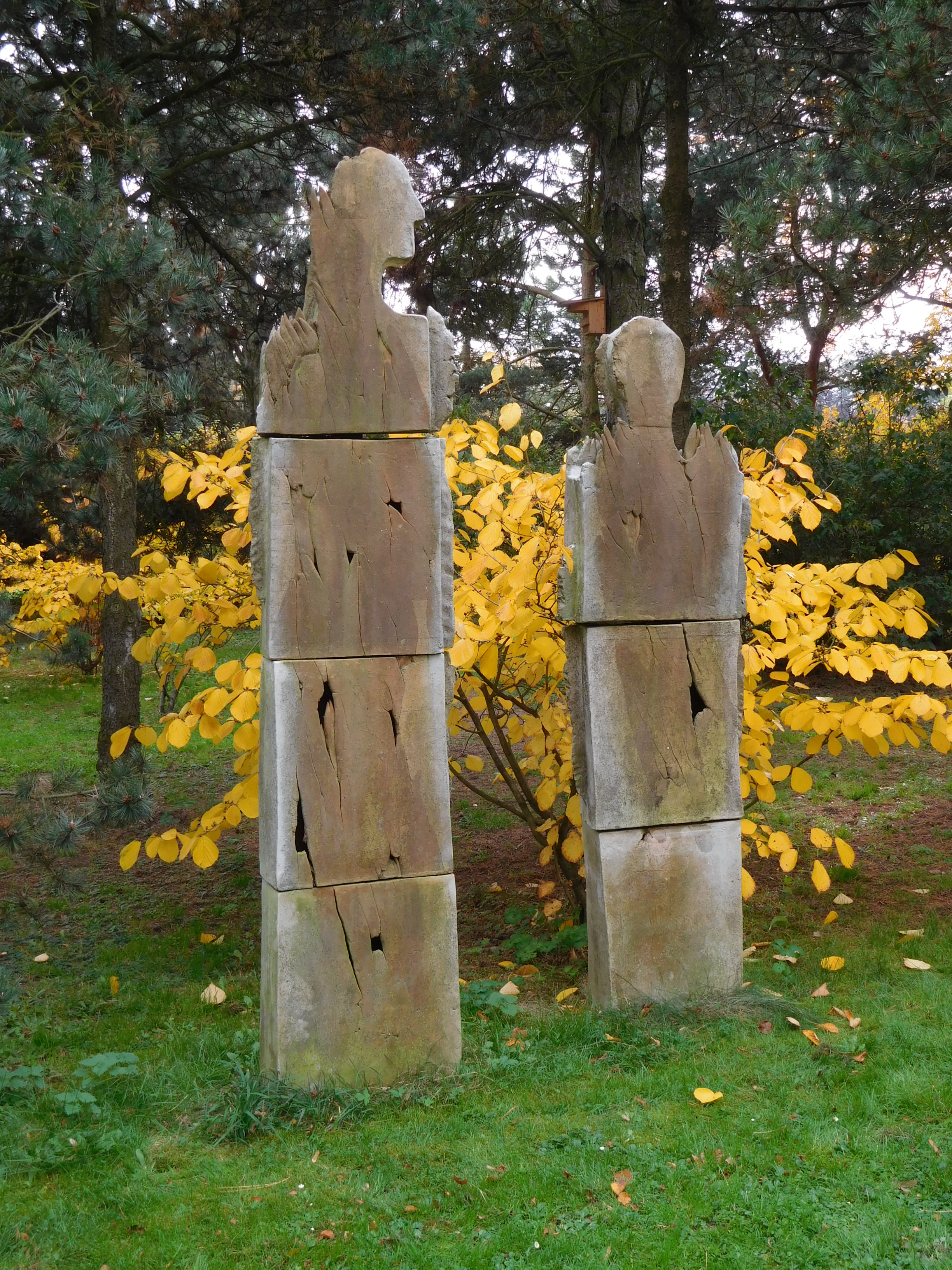
Hořící postavy. Plastika. Průhonice, Dendrologická zahrada.
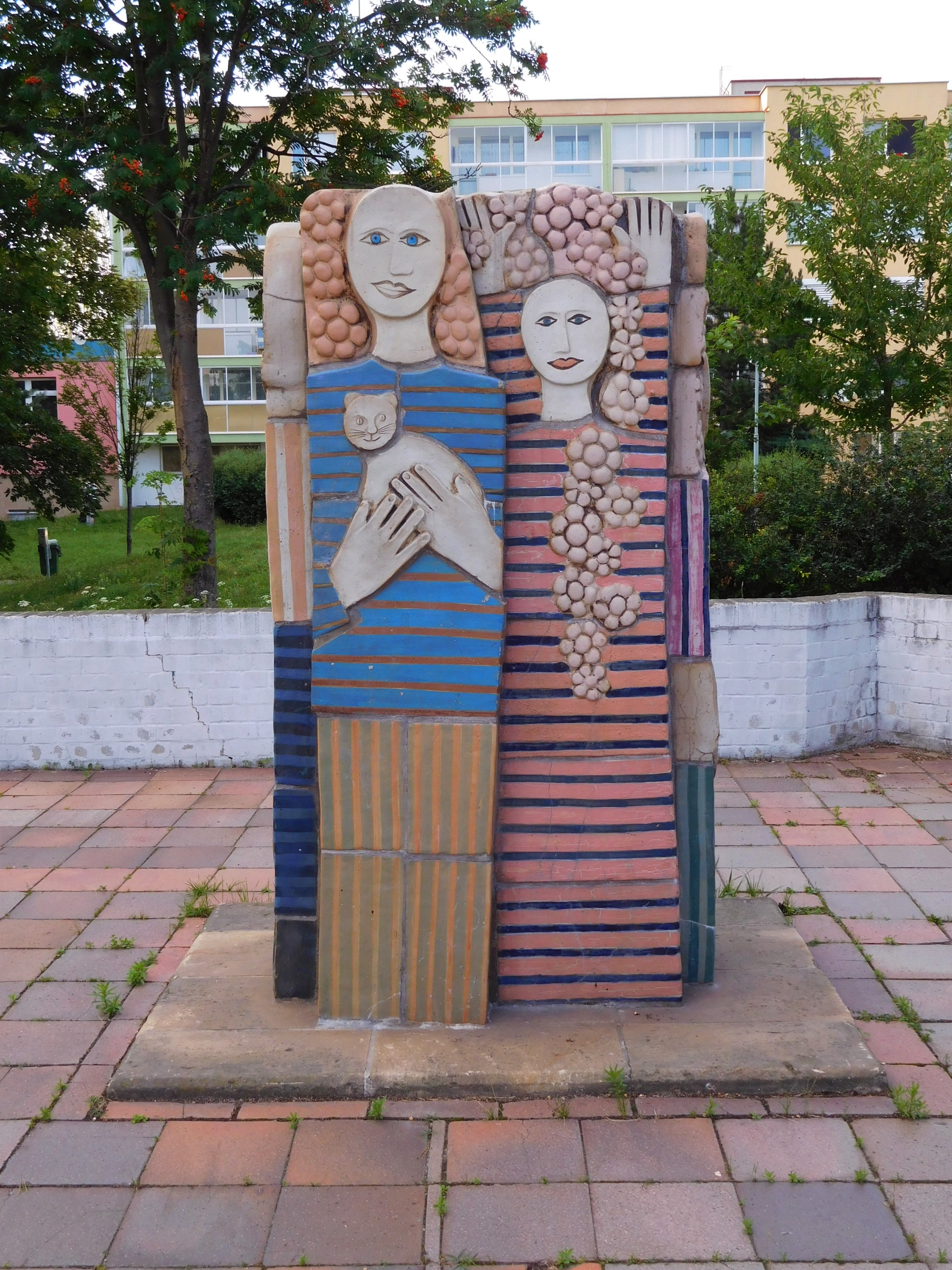
Rodina. Plastika. Praha-Chodov, vnitroblok ul. Machkova.
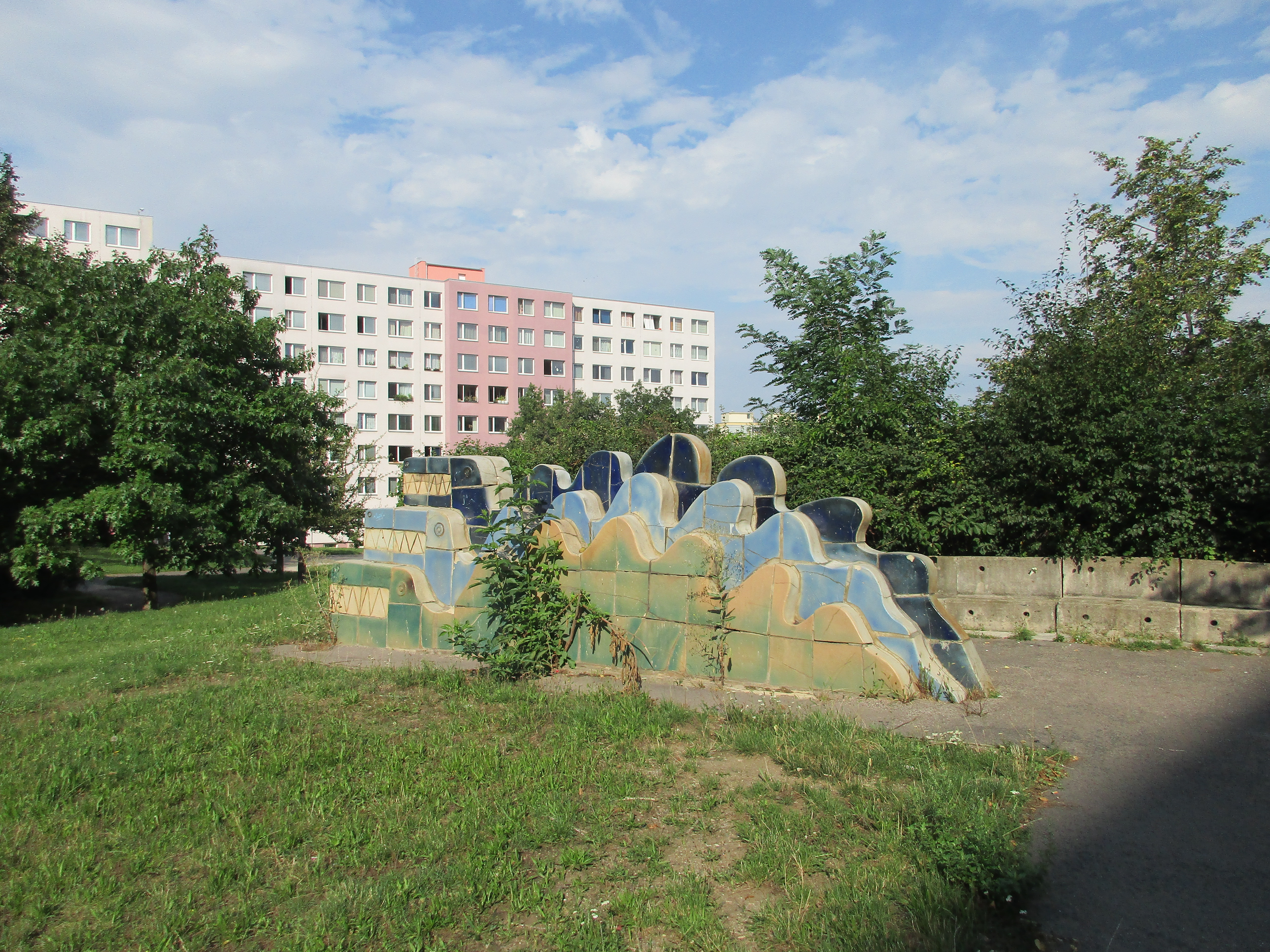
Drak. 1987, dlaždicová mozaika. Praha 8 - Bohnice, Lindavská.
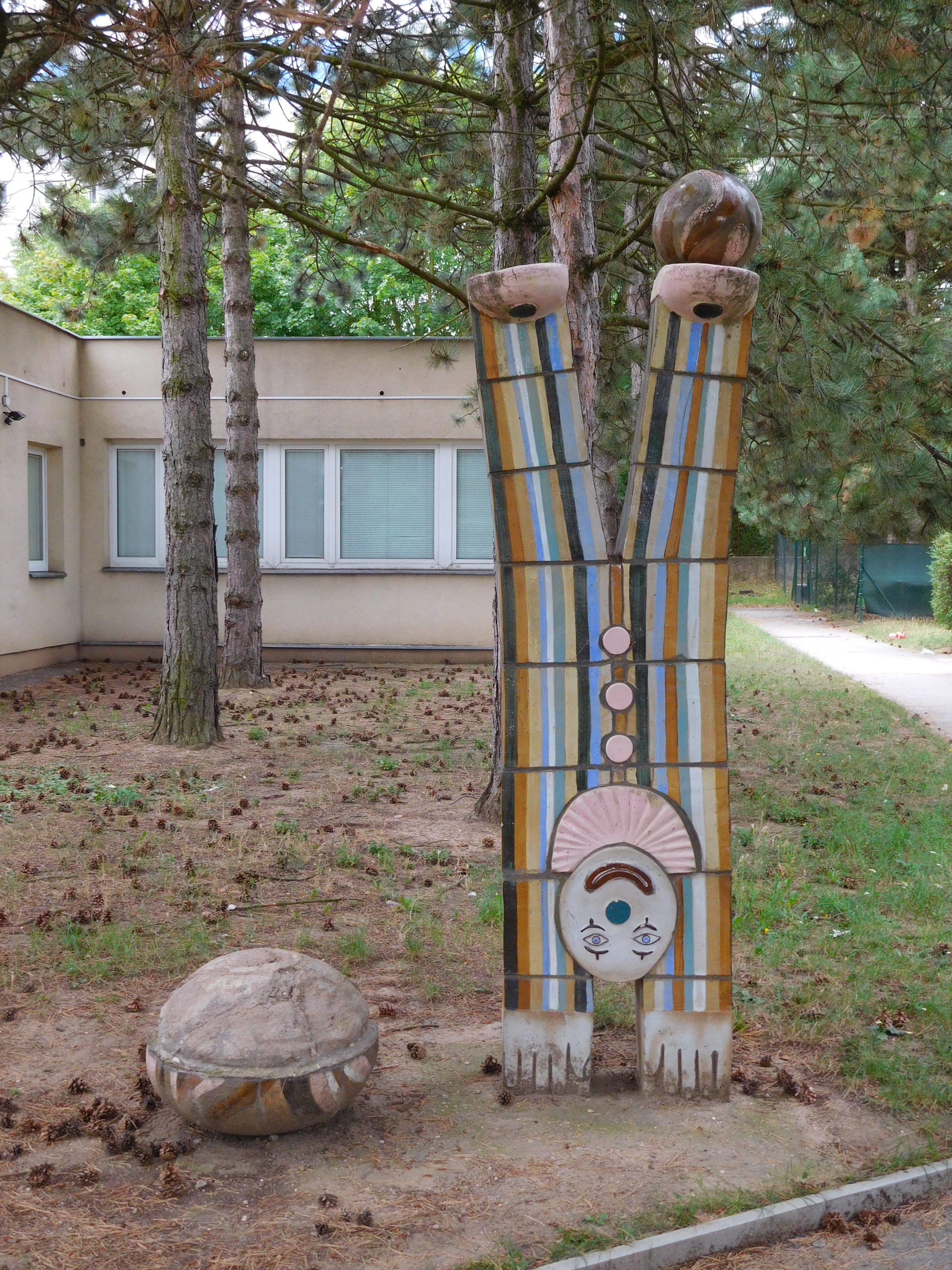
Klaun pro mateřskou školu. 1984, keramika. Praha 15 - Hostivař, Tesaříkova 1027/2, sídliště Košík.
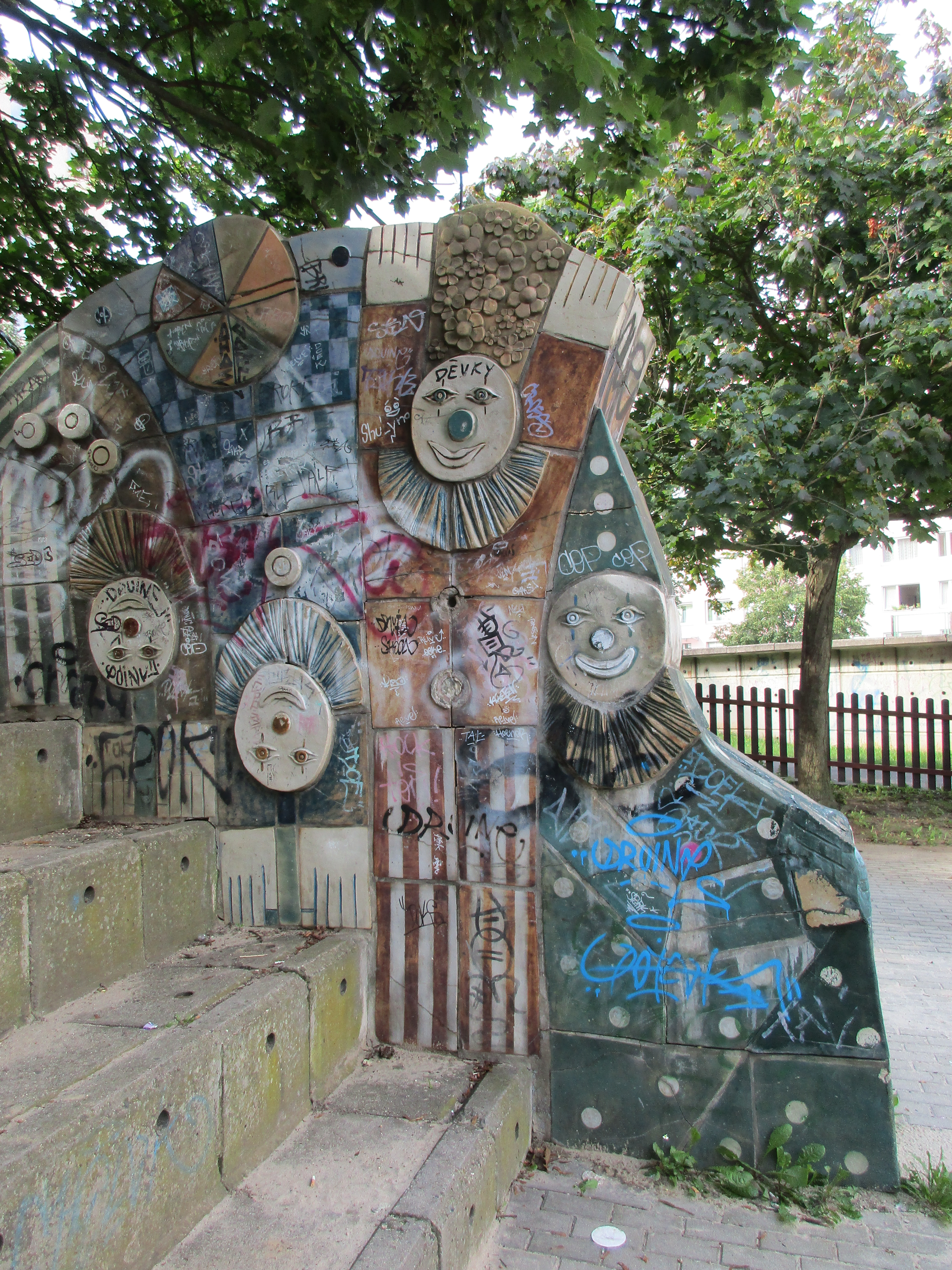
Klauni. 1987, dlaždicová mozaika. Praha 8-Bohnice, Lindavská, na dětském hřišti.
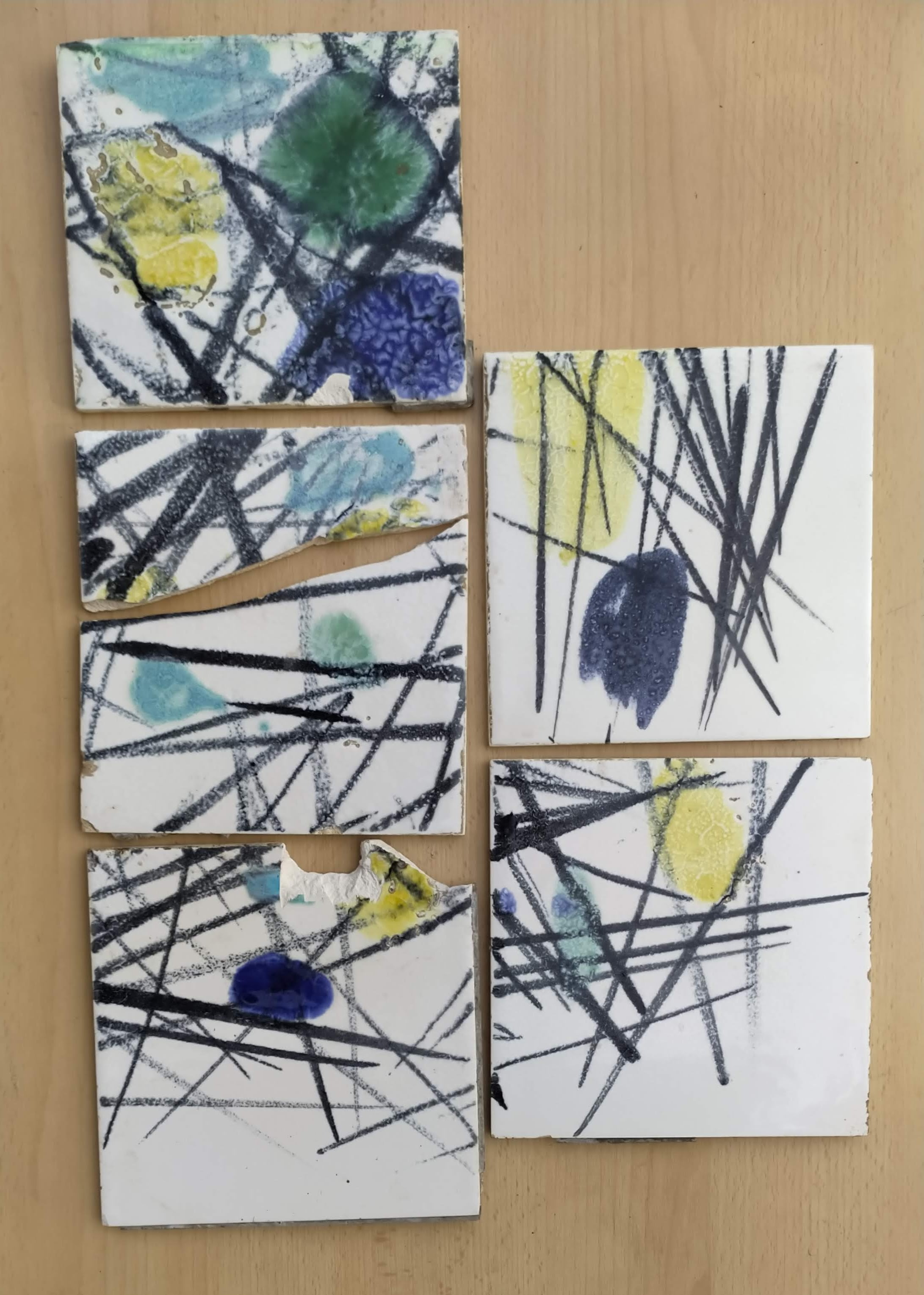
Dlaždice, rané období.
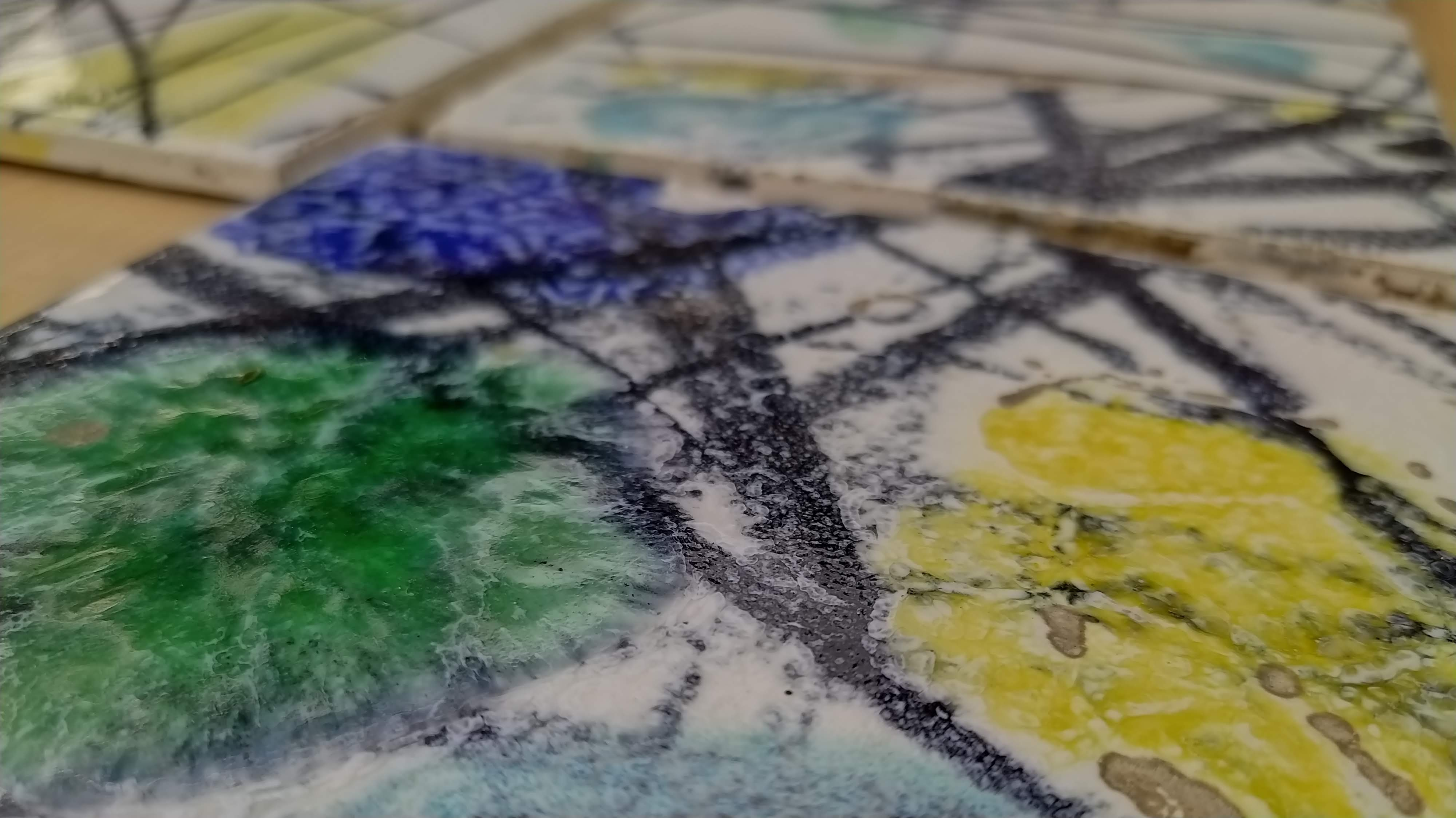
Dlaždice-detail, rané období.